# Steven Adams (calciatore)
Steven Adams (Kumasi, 28 settembre 1989) è un calciatore ghanese, portiere dell'Aduana Stars.

## Carriera

### Nazionale
Ha esordito in Nazionale nel 2014, partecipando a 6 partite del Campionato delle nazioni africane; ha partecipato ai Mondiali del 2014.